# Ernest Seillière

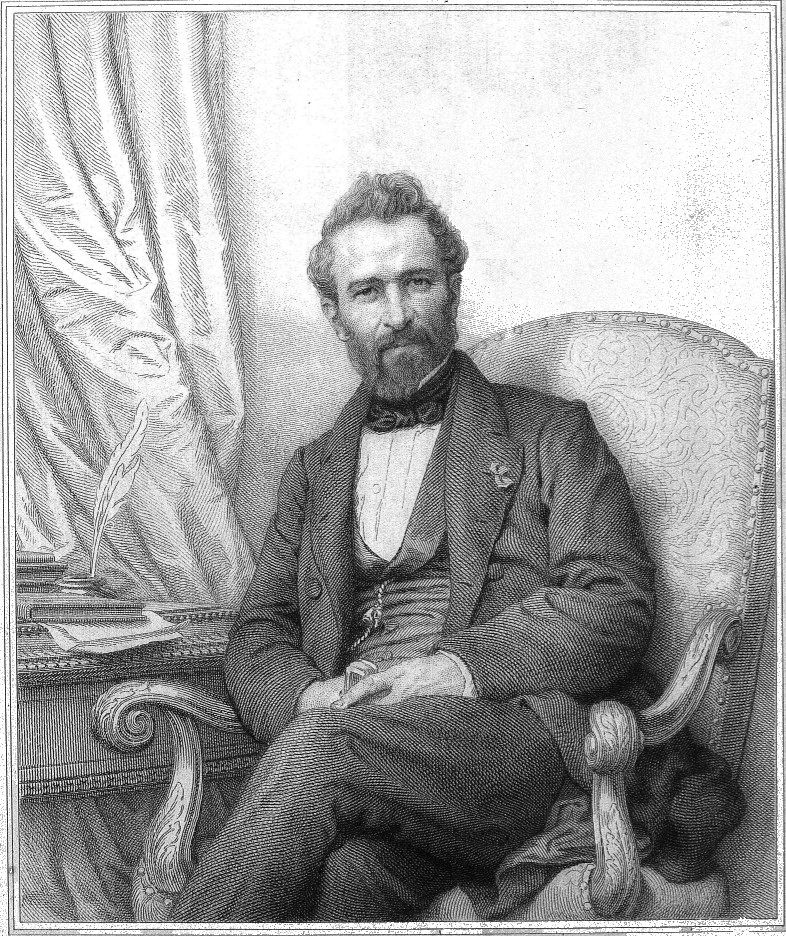
Ernest Seillière

Ernest Seillière (* 1. Januar 1866 in Paris; † 15. März 1955 ebenda) war ein französischer Geschichtsphilosoph, Journalist, Essayist, Literarhistoriker und Mitglied der Académie des sciences morales et politiques und der Académie française.

## Leben und Werk
Ernest Seillière (auch: Baron Seillière) entstammte einer reichen lothringischen Industriellenfamilie, die zum Päpstlichen Adel gehörte. Er besuchte die Pariser Privatschule Collège Stanislas und begann 1886 ein Studium an der École polytechnique. Von 1888 bis 1890 war er Offiziersschüler an der Artillerieschule in Fontainebleau. Dann stieg er aus der militärtechnischen Karriere aus und studierte von 1890 bis 1896 an der Philosophischen Fakultät der Universität Heidelberg. Ab 1896 schrieb er für das Journal des débats und ab 1898 für die Revue des Deux Mondes und begann mit einer intensiven Buchpublikation. Innerhalb von 50 Jahren schrieb er rund 70 Bücher zur Philosophie- und Literaturgeschichte, vor allem Deutschlands und Frankreichs. Vor 1914 wurden neun seiner Bücher ins Deutsche übersetzt. 1914 wurde er in die Académie des sciences morales et politiques gewählt (Sektion II. Morale et sociologie. Sitz Nr. 6) und war von 1935 bis 1951 deren Ständiger Sekretär (Secrétaire perpétuel). 1946 wurde er noch in die Académie française (Sitz Nr. 15) gewählt. Er starb 1955 im Alter von 89 Jahren.
Seillière, der den Auffassungen von Charles Maurras nahestand, kritisierte ein Leben lang das Unordnung stiftende romantische Denken (ab Rousseau) und das mystische Denken (ab Fénelon). Seillière hielt die Romantik für eine Psychopathologie. Gegen den Germanisten Eduard Engel verteidigte er den antiromantischen Einfluss der Frau von Stein auf Goethe. Für den gefährlichsten Ableger der Romantik hielt er den Imperialismus, den er in allen Spielarten (einschließlich in Blut- und Boden- sowie Rassenmystik) untersuchte. Heute sind seine Schriften vergessen.

## Werke

### Werke, die ins Deutsche übersetzt wurden
- "Christian Wagner. Le paysan poète de la Souabe". In: Revue des Deux Mondes 5, 1901, 15. Oktober, S. 829–864 und 6, 1901, 15. November, S. 295–340.
  - (deutsch) Der Bauernpoet aus Schwaben.  Hrsg. von Harald Hepfer. Übers. von Una Pfau. Christian-Wagner-Gesellschaft, Warmbronn 1990.
- "L’Âme styrienne et son interprète Peter Rosegger". In: Revue des Deux Mondes 12, 1902, S. 278–320 und 615–656.
  - (deutsch) Peter Rosegger und die steirische Volksseele. Staackmann, Leipzig 1903.
- La philosophie de l’impérialisme. 4 Bde. Plon, Paris 1903–1908.
  - (1) Le comte de Gobineau et l’aryanisme historique. 1903.
  - (2) Apollon ou Dionysos. Étude critique sur Frédéric Nietzsche et l'utilitarisme impérialiste. 1905.
    - (deutsch) Apollo oder Dionysos? Kritische Studie über Friedrich Nietzsche. Barsdorf, Berlin 1906, 1911.

  - (3) L’impérialisme démocratique. 1907.
    - (deutsch) Der demokratische Imperialismus. Rousseau, Proudhon, Karl Marx. Barsdorf, Berlin 1907, 1911.

  - (4) Le mal romantique. Essai sur l’impérialisme irrationnel. 1908.
    - (deutsch) Die romantische Krankheit. Fourier – Beyle – Stendhal. Barsdorf, Berlin 1911.
- Barbey d’Aurevilly. Ses idées et son œuvre. Bloud, Paris 1910.
  - (deutsch) Barbey d'Aurevilly. Seine Lebensanschauungen und sein Lebenswerk. Hendel, Halle an der Saale 1913.
- "Le frère d'armes de Nietzsche. Erwin Rohde". In: Revue germanique 6, 1910, S. 129–165.
  - (deutsch) Nietzsches Waffenbruder, Erwin Rohde. Barsdorf, Berlin 1911.
- Arthur Schopenhauer. Bloud, Paris 1911.
  - (deutsch) Arthur Schopenhauer als romantischer Philosoph. Barsdorf, Berlin 1912.
- "Goethe et Charlotte de Stein". In: Revue des Deux Mondes 20, 1914, S. 117–153 und 325–354. (Verteidigung der Frau von Stein gegen Eduard Engel, Goethe, 1909)
  - (deutsch) Charlotte von Stein und ihr antiromantischer Einfluss auf Goethe. Barsdorf, Berlin 1914.

### Weitere Werke
- Une excursion à Ithaque. Librairie de l’Art, Paris 1892.
- (Übersetzer) Johan Ludvig Runeberg: Nadeschda. Poème. Paris 1895.
- Études sur Ferdinand Lassalle, fondateur du parti socialiste allemand. Plon, Paris 1897.
- Littérature et morale dans le parti socialiste allemand. Essais. Plon, Paris 1898.
- Études de psychologie romantique. Une tragédie d’amour au temps du Romantisme. Henri et Charlotte Stieglitz. Plon, Paris 1909. (über Heinrich Wilhelm Stieglitz und Charlotte Stieglitz)
- Introduction à la philosophie de l’impérialisme. Impérialisme, mysticisme, romantisme, socialisme. Alcan, Paris 1911.
- Les Mystiques du néo-romantisme. Évolution contemporaine de l'appétit mystique. Plon, Paris 1911.
  - (Teilübersetzung englisch) The German doctrine of conquest. A French view. Maunsel, Dublin 1914.
- Mysticisme et domination. Essais de critique impérialiste. Alcan, Paris 1913.
- Le Romantisme des réalistes. Gustave Flaubert. Plon, Paris 1914.
- Un artisan d'énergie française. Pierre de Coubertin. Didier, Paris 1917.
- Houston Stewart Chamberlain. Le plus récent philosophe du pangermanisme mystique. La Renaissance du livre, Paris 1917.
- Les éducateurs de l’âme moderne. Mme Guyon et Fénelon, précurseurs de Rousseau. Alcan, Paris 1918. (über Jeanne-Marie Bouvier de La Motte Guyon und François Fénelon)
- Le Péril mystique dans l'inspiration des démocraties contemporaines.  Rousseau, visionnaire et révélateur. La renaissance du livre, Paris 1918.
- Les étapes du mysticisme passionnel de Saint-Preux à Manfred. La renaissance du livre, Paris 1918.
- Edgar Quinet et le mysticisme démocratique. Paris 1919.
- George Sand, mystique de la passion, de la politique et de l’art. Alcan, Paris 1920.
- Les origines romanesques de la morale et de la politique romantiques. La renaissance du livre, Paris 1920. Slatkine, Genf 1998.
- Le romancier du Grand Condé, Gautier de Coste, sieur de La Calprenède. Emile-Paul, Paris 1921. (über Gautier de Costes de La Calprenède)
- Jean-Jacques Rousseau. Garnier, Paris 1921.
- La morale de Dumas fils. Alcan, Paris 1921.
- Sainte-Beuve, agent, juge et complice de l'évolution romantique. Paris 1921.
- Balzac et la morale romantique. Alcan, Paris 1922.
- Émile Zola. Grasset, Paris 1923.
- (Hrsg.) Madeleine de Scudéry: Isabelle Grimaldi, princesse de Monaco. Monde nouveau, Paris 1923.
- Portraits de femme. Emile-Paul, Paris 1923.
- Vers le socialisme rationnel. Alcan, Paris 1923.
- Auguste Comte. Alcan, Paris 1924.
- Le cœur et la raison de Mme Swetchine. Perrin, Paris 1924. (über Sophie Swetchine, 1785–1857)
- Les pangermanistes d’après-guerre. Alcan, Paris 1924.
- Christianisme et romantisme. Alexandre Vinet, historien de la pensée française, suivi d'un appendice sur Henri Amiel. Payot, Paris 1925.
- Du quiétisme au socialisme romantique. Alcan, Paris 1925.
- Le Romantisme. Stock, Paris 1925.
  - (englisch) Romanticism. Columbia University Press, New York 1929.
- Une académie à l’époque romantique. Leroux, Paris 1926.
- Morales et religions nouvelles en Allemagne. Le néoromantisme au-delà du Rhin. Payot, Paris 1927.
- Pour le centenaire du romantisme. Un examen de conscience. Champion, Paris 1927.
- Les Goncourt moralistes. Paris 1928. (über Edmond und Jules de Goncourt)
- Le néoromantisme en Allemagne. 3 Bde. Alcan, Paris 1928–1931.
  - (1) Psychanalyse freudienne, ou psychologie impérialiste ? 1928.
  - (2) La Sagesse de Darmstadt. 1929.
  - (3) De la déesse nature à la déesse vie, naturalisme et vitalisme mystiques. 1931.
- Le romantisme et la morale. Essai sur le mysticisme esthétique et le mysticisme passionnel. Paris 1929. 1932.
- 1830–1930. La religion romantique et ses conquêtes. Champion, Paris 1930.
- Un poète parnassien, André de Guerne. 1853–1912. Gigord, Paris 1930.
- Romantisme et démocratie romantique. Paris 1930.
- Baudelaire. A. Colin, Paris 1931.
- J.-K. Huysmans. Grasset, Paris 1931.
- Marcel Proust. Paris 1931.
- Le Romantisme et la politique. Essais sur le mysticisme racial et le mysticisme social. Paris 1932. 1939.
- Le Romantisme et la religion. Essais sur le mysticisme chrétien et le mysticisme naturiste. Paris 1932.
- Sur la psychologie du romantisme allemand. Paris 1933.
- Sur la psychologie du romantisme français. Paris 1933.
- Anatole France, critique de son temps. Paris 1934.
- La jeunesse d’Anatole France. Paris 1934.
- Jules Lemaître, historien de l’évolution naturiste. Paris 1935.
- David Herbert Lawrence et les récentes idéologies allemandes. Boivin, Paris 1936.
- Léon Bloy. Psychologie d’un mystique. Paris 1936.
- L’évolution morale dans le théâtre d’Henry Bataille. Boivin, Paris 1936.
- Paul Bourget, psychologue et sociologue. Paris 1937.
- Émile Faguet, historien des idées. Paris 1938.
- Le Naturisme de Montaigne et autres essais. Paris 1938.
- Un précurseur du national-socialisme. L’actualité de Carlyle. Paris 1939.
- L’Histoire et nous. Avertissements et conseils. Picquot, Bordeaux 1942.
- Un familier des doctrinaires. Ximénès Doudan. Sirey, Paris 1943. (über Ximénès Doudan, 1800–1872)
- Diderot. Editions de France, Paris 1944.